# Bartosz Głogowski
Bartosz Głogowski (ur. 1979 w Warszawie) – polski aktor. W 2003 ukończył studia na Akademii Teatralnej w Warszawie.

## Filmografia
- 2022–2023: Korona królów. Jagiellonowie jako Friedrich von Wallenrode
- 2014: Komisarz Alex jako Hubert Gawęcki (odc. 76)
- 2013: Prawo Agaty jako adwokat (odc. 30, 44 i 57)
- 2013: M jak miłość jako Roman Kaleta
- 2010: Usta usta jako adwokat Lucjan Cyran (odc. 6)
- 2010: Ratownicy jako lekarz USG
- 2010: 1920. Wojna i miłość jako dowódca piechoty bolszewików (odc. 11)
- 2010–2012: Hotel 52 jako policjant (odc. 9); lekarz (odc. 59, 61, 63 i 64)
- 2010: Plebania jako Jan Kowalski
- 2009: Teraz albo nigdy! jako urzędnik z urzędu podatkowego (odc. 44)
- 2009: Czas honoru jako niemiecki oficer (odc. 21)
- 2009: Siostry jako sklepikarz Tomczyk (odc. 12)
- 2007: Mamuśki jako doradca kredytowy (odc. 22)
- 2006: Oficerowie jako policjant-wartownik (odc. 12)
- 2006: Kryminalni 2 role: jako Wojciech Gozdowski; Paweł Czmiel (odc. 48)
- 2006: Fałszerze – powrót Sfory
- 2005: Warto kochać jako Michał Radzyński
- 2004: Piekło niebo jako Piotr Kamiński
- 2002: Ostatnia kryjówka (Das Letzte Versteck)
- 2005, 2007, od 2011: Na dobre i na złe jako strażak Matczak „Młody”
- 1997: Klan jako dziennikarz TV „Relax” i Radia „Trójka”